# Söckendag
Söckendagar är en gammal beteckning på veckodagarna måndag-lördag, det vill säga det som senare har kallats för vardag. Beteckningen härstammar från den katolska kalendern och betyder "arbetsdag". Enligt etymologiska ordböcker betyder sökn eller sykn i fornsvenskan "icke hälgad eller avskild åt Gud".
Talesättet "i helg och söcken" betyder alltså "alla dagar", "veckan runt".
Söckenhelg är en beteckning på en helgdag som infaller på en av söckendagarna, det vill säga på en annan dag än söndag.